# 岩本蓮加

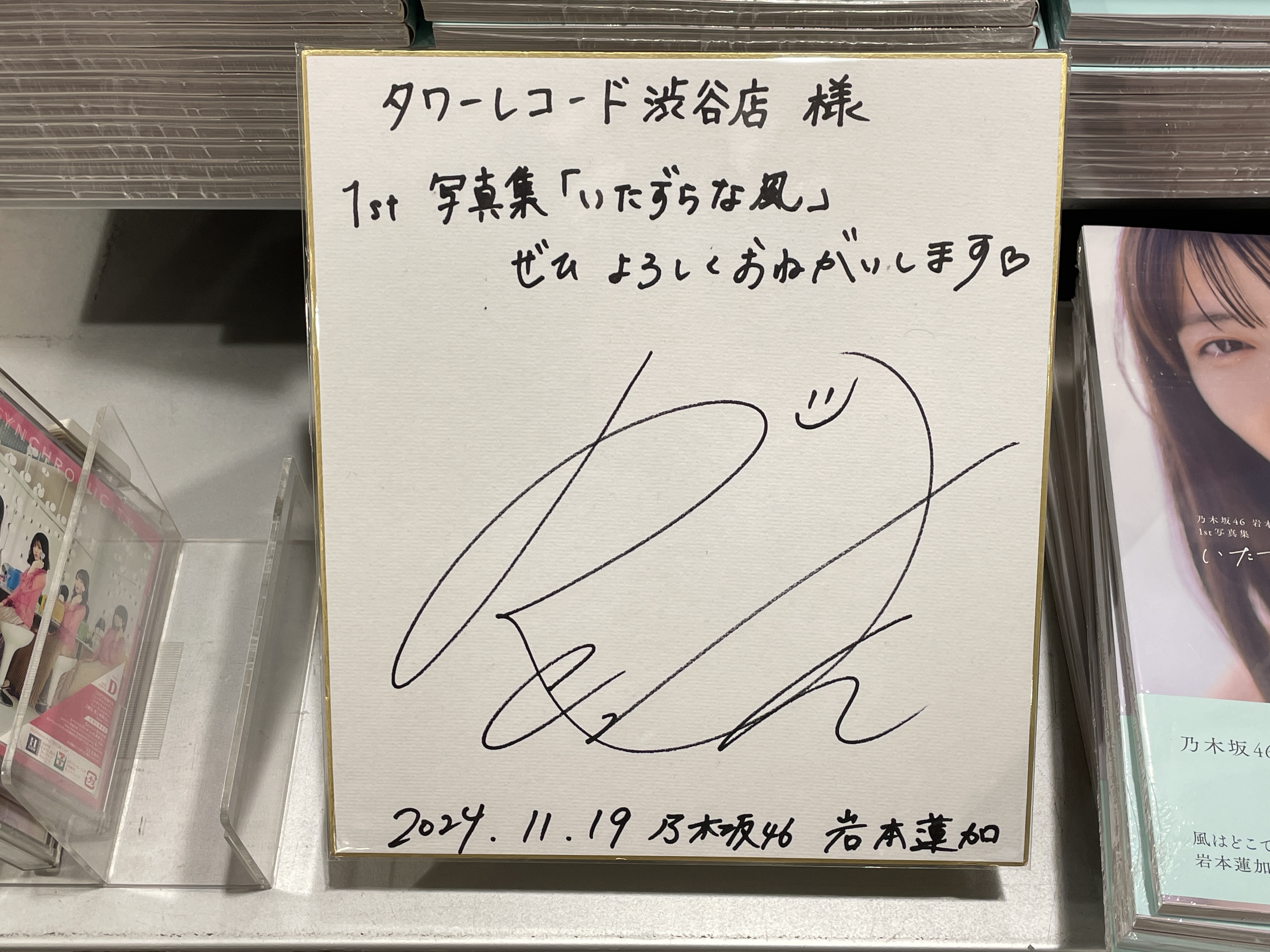
直筆サイン

岩本 蓮加（いわもと れんか、2004年〈平成16年〉2月2日 - ）は、日本のアイドルであり、女性アイドルグループ乃木坂46のメンバーである。東京都出身。乃木坂46合同会社所属。

## 来歴
2004年（平成16年）2月2日生まれ。
幼稚園から小学校5年生まで新体操を習っており、全国大会で3位になった経験がある。チアダンスを習っていた姉の影響で、小学校1年生から5年生までヒップホップダンスを習っていた。

### 乃木坂46加入後
2016年（平成28年）9月4日、乃木坂46の3期生オーディションに合格。3期生最年少メンバーで、グループ史上最年少でもある12歳での加入となった。出版社コラボレーション特別企画賞で『LOVE berry』（徳間書店）の特別賞を受けた。同年12月10日、日本武道館で「乃木坂46 3期生『お見立て会』」が開催され、ファンに初披露された。
2017年（平成29年）2月2日から12日にかけて、3期生として初の舞台公演となる『3人のプリンシパル』が15公演実施された。この舞台は観客投票により第二幕の出演者が決まるという形式で、岩本は2月12日の昼公演で第二幕に出演した。同年5月9日から14日にかけて、8公演実施された3期生初の単独ライブとなる「乃木坂46 三期生単独ライブ」に出演した。
2018年（平成30年）4月25日発売の20thシングル『シンクロニシティ』に収録された3期生楽曲「トキトキメキメキ」で初のセンターポジションを務めた。同年7月2日、8月8日発売の21stシングル『ジコチューで行こう!』で選抜メンバーに初めて選ばれた。
2019年（令和元年）9月4日発売の24thシングル『夜明けまで強がらなくてもいい』に収録されたアンダー曲「〜Do my best〜じゃ意味はない」で3期生では初となるアンダーセンターを務めた。
2020年（令和2年）3月1日、文化放送『乃木坂46の「の」』第361回放送分より第15代目MCに就任した。同年11月3日に日本テレビ『全国高等学校クイズ選手権』の第40回大会の応援ソングである「明日がある理由」が初披露され、全体曲では初めてのセンターを務めることが明らかになった。
2021年（令和3年）8月24日、2022年4月1日公開の映画『世の中にたえて桜のなかりせば』に「終活アドバイザー」のアルバイトをする不登校の女子高生・咲役で映画初出演で初主演を務めることが発表された。
2024年（令和6年）2月2日、自身の20歳の誕生日にInstagramアカウントを開設した。同年7月1日、7月18日から放送が始まるドラマ『そんな家族なら捨てちゃえば?』（関西テレビ）にて、ダブル主演として連続ドラマで初主演を務めることが発表された。同年11月19日、1st写真集『いたずらな風』（竹書房）を発売、週間売上5.5万部を記録し、オリコン週間BOOKランキングの写真集部門で1位を獲得した。
2025年（令和7年）1月2日から放送開始の『天久鷹央の推理カルテ』に声優としてテレビアニメ初出演。
同年1月14日、プライベート写真の流出を受け、活動を自粛することを発表した。2月16日、22・23日にみずほPayPayドーム福岡で開催される「与田祐希 卒業コンサート」から活動を再開することを発表した。3月4日、乃木坂46の38枚目アンダー楽曲のフォーメーションが発表され、岩本がアンダーメンバーとして活動していくことが明らかにされた。

## 人物
愛称は、れんたん、れんちゃん、れんれん、れんか。名前の「蓮加」は「蓮の花は泥水で美しく花を咲かせる」という言葉から、どんな環境でも自分らしく美しい花を咲かせることが出来るようにと名付けられた。
ルテとソヌという名前の猫を飼っている。実家ではリズムという名前の犬（シーズー）と、メロディーという名前の猫（ノルウェイジャンフォレストキャット）を飼っている。
好きな食べ物はチョコ、プリン、まぐろ、納豆。

### 趣味
趣味はカメラ、ギター、アニメ鑑賞、ゲーム。
カメラで空や景色の写真を撮ることも趣味のひとつで、2021年の「モデルプレス」のインタビューで「好きなものベスト3」の1位にカメラを挙げている。
ギターは家入レオとmiwaの影響や、友達の演奏を聴いたことをきっかけに始めた。最初に練習した曲はYUIの「CHE.R.RY」で、テレビ番組『乃木坂工事中』での自己紹介でも披露したほか、2021年に開催された『9th YEAR BIRTHDAY LIVE 〜3期生ライブ〜』では同期の向井葉月とともに「僕だけの光」でギター演奏を披露した。
ゲームでは主に『VALORANT』などのFPSゲームをプレイしている。2022年には、タレントなどが参加した『VALORANT』のシリーズ戦『The Gaming Days』に参加した。また『DreamHack Japan 2023』でのエキシビションマッチにも参加した。

### 特技
ヒップホップダンスと新体操の経験がある。ネット配信番組『乃木坂46時間TV』内の企画「改めてお見せしましょう！蓮加の特技〜！」では、アクロバット、けん玉、ギター弾き語り、リンボーダンス、二重跳び30回を特技として披露した。

### 乃木坂46
アイドル好きの姉の影響で好きになり、オーディションを受けた。加入時は12歳と3期生の最年少メンバーかつグループ史上最年少のメンバーであった。サイリウムカラーは赤×ピンク。
憧れの先輩は齋藤飛鳥で、加入前から憧れている。好きな曲は「命は美しい」。
卒業生で1期生の秋元真夏とは友達のような関係で、秋元の幼さと岩本の大人っぽさが11歳という年齢差が感じられない親しい関係を築いており、またファンの間では「れんまな」という愛称で呼ばれている。また秋元のことを「真夏ちゃん」と呼んでいる。

## 作品

### シングル
乃木坂46
- 三番目の風（2017年3月22日、SRCL-9376/7） - EAN 4547366297553。
- 未来の答え（2017年8月9日、SRCL-9495/6） - EAN 4547366319194。
- 僕の衝動（2017年10月11日、SRCL-9578/9） - EAN 4547366330359。
- 新しい世界（2018年4月25日、SRCL-9784/5） - EAN 4547366354157。
- トキトキメキメキ（2018年4月25日、SRCL-9788/9） - EAN 4547366354188。
- ジコチューで行こう!（2018年8月8日、SRCL-9913/21） - EAN 4547366369465。
- 空扉（2018年8月8日、SRCL-9913/21） - EAN 4547366369465。
- 自分じゃない感じ（2018年8月8日、SRCL-9915/6） - EAN 4547366369472。
- あんなに好きだったのに…（2018年8月8日、SRCL-9921） - EAN 4547366369496。
- キャラバンは眠らない（2018年11月14日、SRCL-9974/82） - EAN 4547366382037。
- 日常（2018年11月14日、SRCL-9976/7） - EAN 4547366382044。
- Sing Out!（2019年5月29日、SRCL-11186/94） - EAN 4547366406672。
- 平行線（2019年5月29日、SRCL-11190/1） - EAN 4547366406696。
- 僕のこと、知ってる?（2019年9月4日、SRCL-11260/8） - EAN 4547366418569。
- 〜Do my best〜じゃ意味はない（2019年9月4日、SRCL-11266/7） - EAN 4547366418606。
- しあわせの保護色（2020年3月25日、SRCL-11460/8） - EAN 4547366444193。
- 毎日がBrand new day（2020年3月25日、SRCL-11464/5） - EAN 4547366444216。
- 世界中の隣人よ（2020年5月25日）[60]
- Route 246（2020年7月24日）
- 僕は僕を好きになる（2021年1月27日、SRCL-11680/8） - EAN 4547366487244。
- 明日がある理由（2021年1月27日、SRCL-11680/8） - EAN 4547366487244。
- Wilderness world（2021年1月27日、SRCL-11680/1） - EAN 4547366487244。
- ごめんねFingers crossed（2021年6月9日、SRCL-11836/44） - EAN 4547366507270。
- 全部 夢のまま（2021年6月9日、SRCL-11836/44） - EAN 4547366507270。
- 大人たちには指示されない（2021年6月9日、SRCL-11836/7） - EAN 4547366507270。
- 君に叱られた（2021年9月22日、SRCL-11880/8） - EAN 4547366522303。
- 他人のそら似（2021年9月22日、SRCL-11888） - EAN 4547366522334。
- 最後のTight Hug（2021年11月5日）[61]
- Actually...（2022年3月23日、SRCL-12100/8） - EAN 4547366549058。
- 深読み（2022年3月23日、SRCL-12100/8） - EAN 4547366549058。
- 好きになってみた（2022年3月23日、SRCL-12108） - EAN 4547366549089。
- 好きというのはロックだぜ!（2022年8月31日、SRCL-12210/8） - EAN 4547366571950。
- 僕が手を叩く方へ（2022年8月31日、SRCL-12210/1） - EAN 4547366571950。
- ここにはないもの（2022年12月7日、SRCL-12330/8） - EAN 4547366590166。
- 人は夢を二度見る（2023年3月29日、SRCL-12480/8） - EAN 4547366607307。
- 僕たちのサヨナラ（2023年3月29日、SRCL-12480/8） - EAN 4547366607307。
- 涙の滑り台（2023年3月29日、SRCL-12488） - EAN 4547366607345。
- おひとりさま天国（2023年8月23日、SRCL-12620/8） - EAN 4547366626612。
- 誰かの肩（2023年8月23日、SRCL-12620/1） - EAN 4547366626612。
- Monopoly（2023年12月6日、SRCL-12630/8） - EAN 4547366650990。
- チャンスは平等（2024年4月10日、SRCL-12850/8） - EAN 4547366669053。
- チートデイ（2024年8月21日、SRCL-12950/8） - EAN 4547366693973。
- あの光（2024年8月21日、SRCL-12950/8） - EAN 4547366693973。
- 歩道橋（2024年12月11日、SRCL-13070/8） - EAN 4547366716580。
- 雪が降る日にまた会おう（2024年12月11日、SRCL-13076/7） - EAN 4547366716627。
- 懐かしさの先（2025年2月3日）
- 交感神経優位（2025年3月26日、SRCL-13220/1） - EAN 4547366731125。
- 不道徳な夏（2025年7月30日、SRCL-13374/5） - EAN 4547366755992。

### アルバム
乃木坂46
- 生まれてから初めて見た夢（2017年5月24日、SRCL-9437/44） - EAN 4547366307825。
- 今が思い出になるまで（2019年4月17日、SRCL-11140/7） - EAN 4547366401325。
- Time flies（2021年12月15日、SRCL-12020/30） - EAN 4547366534184。

### 映像作品
- 岩本蓮加（2017年3月22日） - EAN 4547366297515。
- NOGIBINGO!8（2018年3月16日） - EAN 4988021146821。
- 乃木坂46 5th YEAR BIRTHDAY LIVE 2017.2.20-22 SAITAMA SUPER ARENA（2018年3月28日） - EAN 4547366344523。
- 乃木坂46 真夏の全国ツアー2017 FINAL! IN TOKYO DOME（2018年7月11日） - EAN 4547366363999。
- NOGIBINGO!9（2018年10月19日） - EAN 4988021147392。
- 乃木坂46 6th YEAR BIRTHDAY LIVE 2018.07.06-08 JINGU STADIUM&CHICHIBUNOMIYA RUGBY STADIUM（2019年7月3日） - EAN 4547366411270。
- ドラマ「ザンビ」（2019年8月2日） - EAN 4988021148474。
- NOGIBINGO!10（2019年10月25日） - EAN 4988021148757。
- いつのまにか、ここにいる Documentary of 乃木坂46（2019年12月25日） - EAN 4988104123695。
- 乃木坂46 7th YEAR BIRTHDAY LIVE 2019.2.21-24 KYOCERA DOME OSAKA（2020年2月5日） - EAN 4547366438956。
- 乃木坂46 8th YEAR BIRTHDAY LIVE 2020.2.21-24 NAGOYA DOME（2020年12月23日） - EAN 4547366482812。
- NOGIZAKA46 Mai Shiraishi Graduation Concert 〜Always beside you〜（2021年3月10日） - EAN 4547366491104。
- ノギザカスキッツACT2 第1巻（2021年7月30日） - EAN 4988021718608, EAN 4988021140829。
- ノギザカスキッツACT2 第2巻（2021年10月22日） - EAN 4988021718615, EAN 4988021140836。
- 乃木坂46 9th YEAR BIRTHDAY LIVE 5DAYS（2022年6月8日） - EAN 4547366541441, EAN 4547366541465。
- 世の中にたえて桜のなかりせば（2022年9月14日） - EAN 4988101219483。
- 乃木坂46 真夏の全国ツアー2021 FINAL! IN TOKYO DOME（2022年11月16日） - EAN 4547366576009, EAN 4547366576016。
- 吉祥寺ルーザーズ（2022年12月16日） - EAN 4907953299696, EAN 4907953299689。
- 乃木坂46 10th YEAR BIRTHDAY LIVE（2023年2月22日） - EAN 4547366594324, EAN 4547366594447。
- さ〜ゆ〜Ready?さゆりんご軍団ライブ/松村沙友理 卒業コンサート（2023年4月26日）[62]
- 生田絵梨花 卒業コンサート（2023年4月26日）[62]
- NOGIZAKA46 ASUKA SAITO GRADUATION CONCERT（2023年10月25日） - EAN 4547366631012, EAN 4547366631098。
- 乃木坂46 11th YEAR BIRTHDAY LIVE 5DAYS（2024年2月21日） - EAN 4547366660128, EAN 4547366660135。
- MIZUKI YAMASHITA GRADUATION CONCERT（2024年10月2日） - EAN 4547366701180, EAN 4547366701227。
- 乃木坂46 12th YEAR BIRTHDAY LIVE（2025年2月12日） - EAN 4547366722253。

## 出演

### テレビドラマ
- 吉祥寺ルーザーズ（2022年4月11日 - 6月27日、テレビ東京）間宮リコ 役 [63][64]
- そんな家族なら捨てちゃえば?（2024年7月19日 - 10月4日、関西テレビ）主演・篠谷一花 役（竹財輝之助とのダブル主演）[65]

### 映画
- 世の中にたえて桜のなかりせば（2022年4月1日、東映ビデオ）主演・吉岡咲 役（宝田明とのダブル主演）[21][66]

### テレビアニメ
- 天久鷹央の推理カルテ（2025年1月2日〈予定〉- 、TOKYO MXほか）木村真冬 役 [27]

### イベント
- QuizKnock主催謎解きイベント「聴能力探偵Kの捜査ファイル 〜謎を残して消えた彼女〜」（2023年4月1日 - 6月30日）声の出演

## 書籍

### 写真集
- いたずらな風（2024年11月19日、竹書房）[67][24][25]